# Carl Carlson et le Rodéo
Carl Carlson et le Rodéo est un épisode de la série télévisée d'animation Les Simpson. Il s'agit du quatorzième épisode de la trente-quatrième saison et du 742e de la série.

## Réception
Lors de sa première diffusion, l'épisode a attiré ?million de téléspectateurs.